# Museo della battaglia di Ortona
Il Museo della battaglia di Ortona o semplicemente MUBA è sito nell'ex-convento di Sant'Anna in Via Garibaldi ad Ortona, in provincia di Chieti ed è dedicato alla omonima battaglia della seconda guerra mondiale.

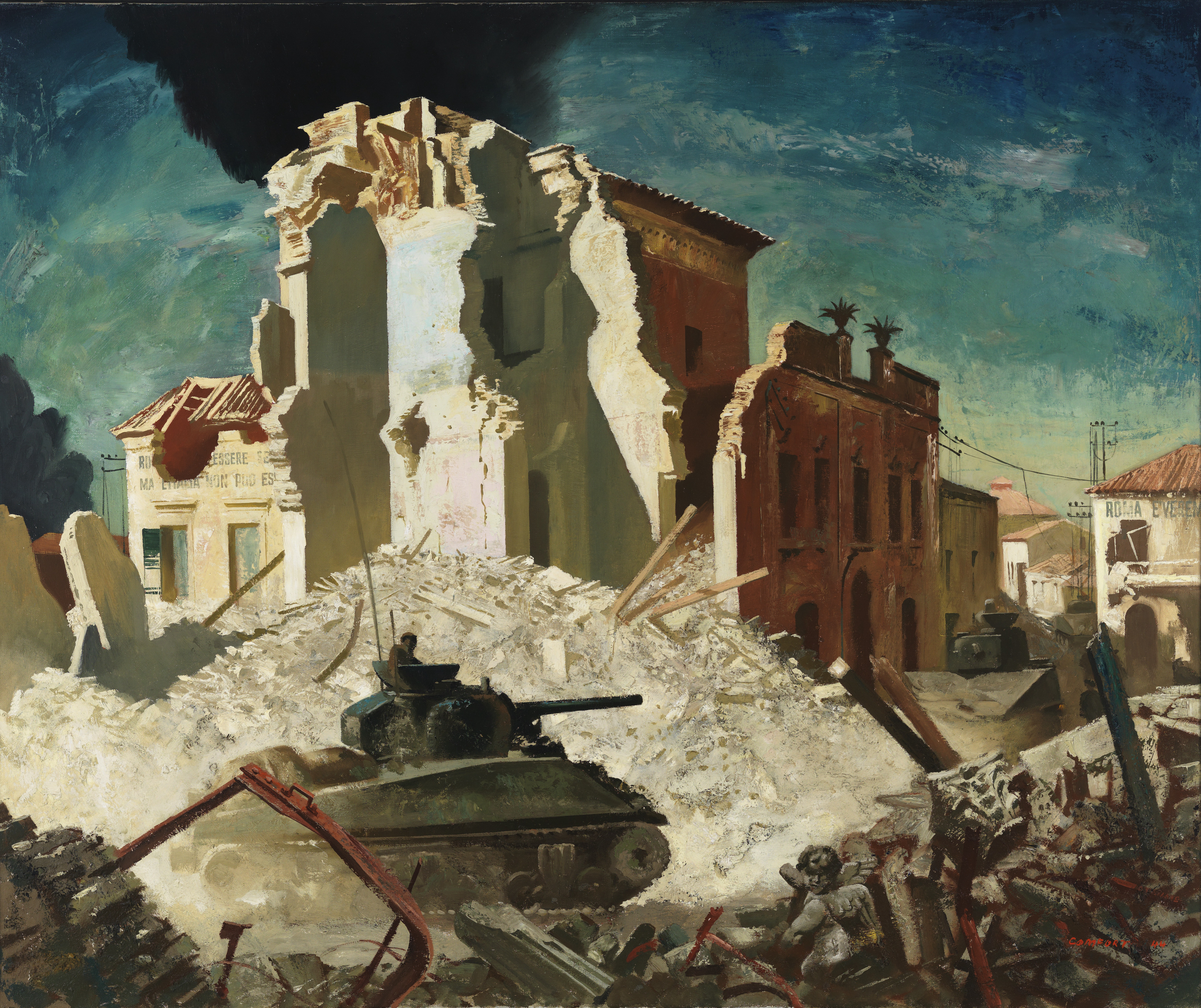
Dipinto della battaglia di Ortona conservato nel museo

## Storia
Il museo è stato allestito nel 2002 nell'ex convento di Sant'Anna, lungo corso Garibaldi. La chiesa dov'è allestito il museo, ossia quella di Santa Caterina d'Alessandria, subì gravi danni durante la seconda guerra mondiale ed oggi si presenta in stile moderno. Il museo è stato allestito grazie alla collaborazione di testimoni ortonesi della guerra, ancora in vita, e a ritrovamenti di materiale bellico nei dintorni del territorio, e al contributo della famiglia Berardi, la cui proprietà di campagna fu requisita dagli americani l'11 dicembre 1943. Il casale anche oggi è un museo.
Nel 2018-19 il museo ha subito un rinnovamento con l'esposizione sui muri di cartellonistica multilingue per ripercorrere dettagliatamente le fasi della battaglia di Ortona del 20-18 dicembre 1943, in più è stato realizzato nell'ultima sala un grande plastico della città di Ortona prima della guerra, finanziato dal Royal Edmonton Regiment, inaugurato il 1 giugno 2019.

## Il percorso museale
- La prima sezione è dedicata alla popolazione che, coinvolta nella guerra, non ne comprende i motivi e le ragioni. La piccola sala mostra varie fotografie incorniciate, insieme a disegni, che ripercorrono gli schemi dello stato totalitario di Mussolini e Hitler, in particolar modo si dà risalto al rogo dei libri proibiti e all' "arte degenerata" osteggiata da Hitler. In una teca sono esposti i primi cimeli di guerra, in particolar modo cannocchiali, elmetti, scatolette tedesche e americane. Addossato a un muro c'è il plastico con disegno in fotografie formato gigante della basilica di San Tommaso sventrata dalla distruzione operata dai nazisti il 21 dicembre 1943; sul pavimento ci sono dei mattoni disposti a casaccio, che rievocano le vittime civili di Ortona.
- La seconda sezione analizza i due schieramenti che si sono opposti ad Ortona nella II guerra mondiale cioè i nazisti e gli alleati. La nuova cartellonistica a muro spiega dettagliatamente le vicende della guerra, in cantucci sono ricostruiti due scene di vita: quella in trincea con strumenti e attrezzi originali, e la scena di vita nelle grotte e nelle baracche di fortuna per gli sfollati, sempre con abiti e attrezzi d'epoca. Sono esposte molte fotografie a muro, cimeli di guerra come bombe, elmi, uniformi, vari tipi di arma bianca, utensili, ricetrasmittenti, radio-collegamenti. Al centro della stanza campeggia un grande plastico in scala 1:200 realizzato tra il 2006 e il 2019, che riproduce attraverso documentazioni d'epoca e testimonianze reali, la distruzione della città di Ortona subito dopo la famosa battaglia del 1943. È stato realizzato a mano su base cartografica  utilizzando anche parti modellate e stampate in 3D con materiali eco-compatibili dall'artigiano modellista 3D Massimiliano Crea della società Creative. Infine si trovano uniformi donate dai vari ex reggimenti militari britannici e canadesi.
- La terza sezione illustra le strategie militari con studi, ricerche, disegni effettuati dagli strateghi per pianificare la battaglia. Vi sono anche piante e mappe utilizzate dai militari per facilitare il piano di battaglia.[1] Si tratta di una sala a sé, costellata di fotografie, documenti, mappature, e ritagli di giornali d'epoca, al centro della stanza si trova una piccola cappella con una Bibbia per meditare.